# Zwei Worter
『ツヴァイ・ウォルター -Zwei Worter』は、CLOCKUP team.DYOより2007年4月27日に発売された18禁SFアドベンチャーゲーム。「CLOCKUP ロボシリーズ 三部作」の第二作目。 
『ジオグラマトン』の続編であり、前作よりも壮大な世界観を持つ一方、ストーリーは各ヒロインに絞られている。
2007年10月26日には後日談を描いた『くろふぁん4GHz』が発売された。
2010年1月29日には続編の『ルーンロオド -RUNE LORD-』が発売された。

## ストーリー
2005年、大規模な隕石の落下により人類は滅亡の危機に立たされたが、ディゾルブという知的生命体の力を借り、危機を脱した。
2017年、今度は謎の宇宙生命体エルシドの手によって、地球は崩壊寸前の危機に立たされていた。そんな中でヒューマン、ディゾルブ、そして遺伝子強化人間ハイブリッドの3種が地球存亡をかけ、人類最後の切り札アレキサンダーを使ってエルシドに戦いを挑む。

## キャラクター
イズモ・キョウシロウ（いずも きょうしろう）
本作の主人公。ヒューマン。歩行戦車の操縦シミュレーションに優れ、アレキサンダーの操縦士に選ばれる。その正体は、破壊と絶対者の因子を持つ存在であり、ゼロノ・ピアノと結ばれると、自らを爆弾としてその宇宙を破壊し、自身は生き残って「破壊者」となるが、ゼロノよりも世界を選択し、ゼロノを自らの手で殺すと、その破壊の力を我が物として、その宇宙の「絶対者」となる、神にも悪魔にもなれる存在。
ゴウリ・ユキエ
声 - かわしまりの
ヒューマン。ドジっ娘だが軍人としては極めて優秀であり、特に射撃と戦術判断に優れる。
物語の後半では、父親への複雑な想いや葛藤する内面が描かれる。
ワダツミ・サクヤ
声 - 一色ヒカル
ディゾルブ。戦闘用に特化した「ブーステッドディゾルブ」の少女。
戦闘以外においては疎く、非戦闘時における他人とのコミュニケーションに苦労している。
イリューダ・セヴァルティス・エスティス
声 - 中瀬ひな
ロシアの星の街にて、人間とディゾルブの混血実験で生まれた少女。愛称のトリェーリャはロシア語で3のこと。前作『ジオグラマトン』の「イリューダ」に容姿が酷似している。
キョウシロウのことを初めて会った時から頻繁に罵倒する。その一方で、上司であるリョウトを慕うが、のちに彼にその気が無いことを悟る。自らの思いをキョウシロウに吐露していくうちに、キョウシロウとの距離が縮まる。
イリアス
声 - 青葉りんご
第27世代型ハイブリッド。人間と猫の遺伝子を掛け合わせて作られた存在で、人間になることを夢見ている。最前線トリトン要塞の生き残り。
ゼロノ・ピアノ
声 - 風音
キョウシロウが通学路で会った、ヒューマンの少女。キョウシロウとの出会いに運命を感じている。
当初は明るく天真爛漫に振る舞うが、物語が進むにつれて、気弱な性格があらわになる。
本作においてはキーヒロインに位置づけられており、攻略の順序は後になる。
リョウト・ジグムント
国連宇宙軍対エルシド迎撃機関、特務機関「ARKS」の総司令を務める純血種ディゾルブ。前作『ジオグラマトン』からの登場。
シグレ・シズハ
声 - 紫華すみれ
国連宇宙軍でオペレーターを務める。クローン体であり、精神感応能力（テレパシー）を持つ。前作『ジオグラマトン』に登場した「時雨」シリーズ。
スティルスーツ
声 - 涼森ちさと
キョウシロウの備品。高性能AIと人工筋肉を備えている。ディゾルブの始祖。
キョウシロウに配布されたスティルスーツのAIにはイサミ・クシナダの記憶と、ある程度の人格が記憶されており、キョウシロウを愛している。キョウシロウ自身のFinal storyにおける最後の戦いで、自身がピンチになりAIがキョウシロウとイサミしか知らない会話を口にされることによって、初めてイサミの記憶を元にしていることが判明した。スーツのコアをアレキサンダーに組み込むことによってアレキサンダーは、エクスカリバーに変形する。
イサミ・クシナダ
幼き日のキョウシロウの憧れのお姉ちゃん。科学者となって加速時間特区に入り、エルシドに対抗する手段を研究開発していた。
加速時間特区の中ですでに死去しており、キョウシロウの下にもその情報は入っていなかった。墓石には「最も偉大な功績を残した、人類の救世主」と記された。
AIの人格システム「ISM-SYSTEM」の開発者。
エルシド
謎の宇宙生命体。
その正体は、「絶対者」がよこした存在であり、絶対者に従う奉仕種族。世界を破滅させる爆弾であるキョウシロウと、そのスイッチと目するゼロノと結ばせないために、地球を攻撃している。
絶対者
エルシドを送り込んだ存在。複数の平行世界に複数存在する。
その正体は、他の平行世界において、「世界の存続」を選んだキョウシロウ。本来であれば、キョウシロウとゼロノが結ばれた世界は破滅を迎えるが、ごくまれに自らの世界だけでなく他の世界をも破滅させる「キョウシロウ」＝「破壊者」が誕生する場合がある。絶対者は、そうした強大な力を持った「キョウシロウ」との戦いの末、同様の存在が増殖しないよう、ゼロノとキョウシロウを結ばせないようにするため、エルシドを送り込むことにした。
破壊者 フレズベルク

## 登場ロボット及びメカ
アレキサンダー（地上用）
空間制圧用戦略重機動砲台との肩書きを持つロボット兵器。全長50m、重量150万トン。全身重火器の集合体である。しかしそのいかつい外見は追加装甲であり、追加装甲を取り払うと反物質装甲を剥き出しにした本来の姿、宇宙用に切り替わる。動力は反物質内燃機関。基本的に地上運用だが、そのままでも宇宙運用は可能。単体での空間跳躍能力がある。
牽制用の装備としてバルカンとレーザーを有するほか、バーンブラスターという眼口部から照射される光学兵器、使い切りのロケットパンチであるボルトロン・プレッシャーなどを有する。
他の兵装としては以下のとおり
グラビトン・クラッシャー
手のひらに搭載された機関から重力場を発生。約300mに渡るあらゆる物質を強力な重力で押しつぶす。
カイザーブレード
単分子剣。材質にはルナバイトスティンガーという外部装甲と同じ物質を使用。エッジ部が単分子構造となっているため、理論的には斬れないものはない。
ガイアブラスト
反物質砲。アレキサンダーの動力源である反物質炉から直接エネルギーを照射する。また照射中は全機能が停止し動力源もむき出しになるので、完全に無防備になる。
ファイナルスマッシャー
アレキサンダーの全身に搭載されている全てのミサイルを一斉射撃する。理論上、これを受けたエルシドは形さえ留めることは無い。
アレキサンダー（宇宙用）
アレキサンダーが追加装甲を取り払った状態。この状態こそが本来の空間制圧用戦略重機動砲台の姿である。地上での1000倍の出力を出すことができ、全ての戦闘能力において地上用を上回る。動力は反物質外燃機関。反物質装甲をもち、周囲の空間と反応することで膨大なエネルギーを発生させる。自己修復機能がある。機体カラーは赤。
兵装は以下の通り。
ワイズネル・キャノン
肩背部に搭載した4門の砲身からマイクロブラックホール弾を打ち出し、空間ごとねじ曲げ爆砕させる必殺武器。
ディストーションソード
両腕より伸びる、遠距離から近距離まであらゆる状況に対応できる白兵武器。
ファイナルスマッシャー（宇宙用）
宇宙用のファイナルスマッシャーは全身の各部から照射されるビーム兵器である。
その他バーンブラスター、ボルトロン・プレッシャー、グラビトン・クラッシャーなど地上形態と同じ兵装も扱えるが、全てにおいて上回っている。
エクスカリバー
主機関として思考推進機関（オリジナル思考エンジンのレプリカ）を搭載。後に太陽系・月機動要塞の主機関となり、さらには南極の極点に建設された時間跳躍施設に転用される。
量産型アレキサンダー ユリウス
対エルシド戦争終結から21年後の2038年の、植民惑星E-46687防衛戦に、キョウシロウ機、サクヤ機、イリューダ（トリェーリャ）機が登場。動力は反物質機関と複数の補助動力炉。量産機のため、高コストな反物質外燃機関は搭載していないため、性能はオリジナル・アレキサンダーよりも劣っている。攻撃兵装サテライト・ブレイカー、防御兵装シールド・レンズを使用。素体が纏った装甲を重砲撃追加装甲に換装することにより重砲撃形態となりマイクロブラックホール弾（M・B・H弾）を使用可能。
歩行戦車・機動兵器
前作『ジオグラマトン』に登場した「ジークフリート」の量産型の他、ピョートル級・デメトリオス級・エスカリオテ級などがある。
ロスヴァイゼ
月面の超空間ゲートを時間停止能力によって塞いでいた。回収時に半壊。
ロスヴァイゼ・ネイキッド
細部やカラーリングがオリジナルと異なる。ロスヴァイゼ回収時に使用。後にリョウトの乗機になる。OPにも登場。5枚のアクティブ・ベイルを備える。
宇宙戦艦 ジークフリート
ARKSの宇宙戦艦

## 開発

### キャスティング
ゼロノ役の風音は、ここまで重要な立ち位置にあるキャラクターは演じたことがないとgalge.comとのインタビューの中で述べている。風音は軍事用語の多い脚本に苦労したと話しており、「"チサキ"というヒロインの名前と"着地"という単語が、なぜか"チチャキ"や"チャケチ"になったりとか（笑）。」とも述べている。
ユキエ役のかわしまりのと、サクヤ役の一色ヒカルも同様に、脚本に軍事用語やSF用語が多くて苦労したと振り返っている。
イリアス役に選ばれた青葉りんごは、当初イリアスを子どもっぽく演じていたが、「花を暑さから守るために、自らの手をかざして日陰を作る」という場面を見て、自らの世界観を持っていることに驚いたとgalge.comとのインタビューの中で述べており、以降は自らを投影するのではなく、キャラクターと対話するような気持ちで演じていったと振り返っている。
イリューダ役の中瀬ひなは、ここまで怒鳴る収録はなかったとgalge.comとのインタビューの中で振り返っている。

## スタッフ
- 企画・監督・3Dグラフィックス・ムービー - h_1
- 原画 - 今中光太郎
- グラフィックチーフ - PONSUKE
- シナリオ - 迂闊早夫、ORU、はらぺこにゃん、神楽玄武
- サウンド - 上原一之龍
- メカデザイン - h_1
- キャラクターデザイン - 今中光太郎
- 中野訓練校制服デザイン - 伊東岳彦
- 『イリアス』デザイン&衣装原案 - OKAMA
- ハイブリッドコンセプトデザイン - 睦

## 主題歌
オープニングテーマ「ZWEI WORTER 〜僕らの世界〜」
作詞・歌 - 佐藤ひろ美 / 作曲 - 上松範康（Elements Garden） / 編曲 - 藤田淳平（Elements Garden）
エンディングテーマ「Eternal promise」
作詞・作曲・歌 - 佐藤ひろ美 / 編曲 - 藤田淳平（Elements Garden）